# Müllendorf (Austria)
Müllendorf (węg. Szárazvám, burg.-chor. Melindof) – gmina w Austrii, w kraju związkowym Burgenland, w powiecie Eisenstadt-Umgebung. Według Austriackiego Urzędu Statystycznego liczyła 1,35 tys. mieszkańców (1 stycznia 2014).

## Współpraca
Miejscowość partnerska:
- Sankt Veit im Pongau, Salzburg